# Marià Andreu
Marià Andreu i Estany (Mataró, 1888-Biarritz, 1976)  fue un pintor, dibujante, grabador, escultor, decorador y escenógrafo catalán. Podemos encontrar algunas de sus obras en el Centre de Documentació i Museu de les Arts Escèniques de Barcelona y en el Museo Nacional de Arte de Cataluña. 
Su padre fue el médico Joaquim Andreu i Cabanellas. El artista nació en Mataró el 7 de noviembre de 1888 pero al poco tiempo su familia trasladó su residencia a Barcelona. 

## Formación artística
Su formación fue prácticamente autodidacta. Tan solo asistió durante pocos meses a la Academia Galí de Barcelona y a la Escuela Municipal de Bellas Artes de Londres donde aprendió la técnica del esmalte; técnica que definiría su obra durante los primeros años de actividad artística. 
El 1911 celebró su primera exposición en Barcelona en las galerías del Fayanç Catalán. La exposición era una muestra colectiva donde participarían también Laura Albéniz, Néstor Martín-Fernández de la Torre e Ismael Smith. Pese a no ser un grupo claramente diferenciado por una corriente estética concreta, parece ser que fue Néstor de la Torre el que motivó la asociación. En esta muestra Marià presentó dibujos, aguafuertes y esmaltes. La crítica que Folch i Torres dedicó a la exposición destacó el carácter artesano y ornamentalista del autor hasta el punto de considerarlo el artista más sólido de la exposición. 
Ese mismo año se instala definitivamente en Cataluña en un taller de esmaltes en Blanes con el objetivo de preparar una exposición que no se celebraría hasta 1913. Durante este período trabajará también como ilustrador para la revista Picarol con unos dibujos que muestran una gran influencia del artista inglés Aubrey Beardsley. 
El año 1914 realiza una conferencia en el Ateneo Barcelonés llamada "L'art del foc" que se publicará en La Veu de Catalunya en los números 224,225 y 226. Ese mismo año dirigirá la decoración del nuevo establecimiento de Manuel Valentín Gallard, primer joyero que se instalará en el ensanche barcelonés.
La lectura que el "noucentisme" hizo de su trabajo era siempre relativa al preciosismo y a su habilidad para el desarrollo del oficio por encima del propio ejercicio intelectual. 
Entre el 24 de enero y el 6 de febrero de 1916 expone junto a otros artistas "noucentistes" en el Salón de las Artes y los Artistas organizado por Santiago Segura en las Galerías Layetanas de Barcelona. 
Entre 1920 y 1935 expuso regularmente en los Salones de Otoño de París (Gran Palais y Tuileries).
El 1924 abandona definitivamente la técnica del esmalte y comenzará a dedicarse plenamente a la escenografía y a la ilustración.
Entre 1924 y 1938 participará en los premios de pintura convocados por el Carnegie Institute de Pittsburg (EUA). El 1933 recibiría la Primera Mención de Honor por el óleo "Arlequín". El 1939 la obtendría nuevamente por la obra "Duel with itself".
En 1928 expone en la Valentine Gallery de Nueva York y en las Leicester Galleries de Londres. 
Finalmente se instalará en París donde residirá hasta 1945, año en que marcha a Biarritz, donde establecerá su residencia hasta su muerte en 1976.

## Estilo
Ya en sus primeras obras se manifiesta un agudo interés por la ornamentalidad. Partiendo de formas relacionadas con el Art Nouveau le llevan a un clasicismo impregnado de elementos manieristas. En sus obras destacan unas líneas muy depuradas y un gran interés por los volúmenes. En sus pinturas cultivó diversas temáticas entre las que destacan la del circo y la "Commedia dell'arte". 

## Grabador
Excelente grabador, sus ilustraciones decoran muy buenas ediciones, entre las que destacan: "Encore un instant de bonheur, Le voyageur solitaire, La petite infante de Castille i Le Maître de Santiago de Henry de Montherlant. Amphitrion 38 y La guerre de Troie n'aura pas lieu de Jean Giraudoux y Teseo de André Gide, entre otras.

## Escenógrafo
En su labor como escenógrafo fue donde cosechó sus mayores éxitos llegando a trabajar para importantes proyectos como: 
- Odyseus de Jacques Offenbach , obra estrenada en Munich el año 1913 y que supuso su gran entrada en el mundo de la escenografía.
- Don Juan de Gluck con coreografía de Michel Fokine, que se dio a conocer en Londres el 1937.
- Le Maître de Santiago de Henry de Montherlant estrenada en París el 1948.
- La escenografía y el vestuario de la comedia "Mucho ruido y pocas nueces", representada en el Shakespeare Memorial Theater con ocasión de los festivales de Stratford-upon-Avon el 1949.
- Capricho español de Nikolái Rimski-Kórsakov. Interpretado por Tamara Tumánova y los Ballets de Monte-Carlo en la Opera Comique de París el 1951.